# Debates na eleição presidencial brasileira de 2010

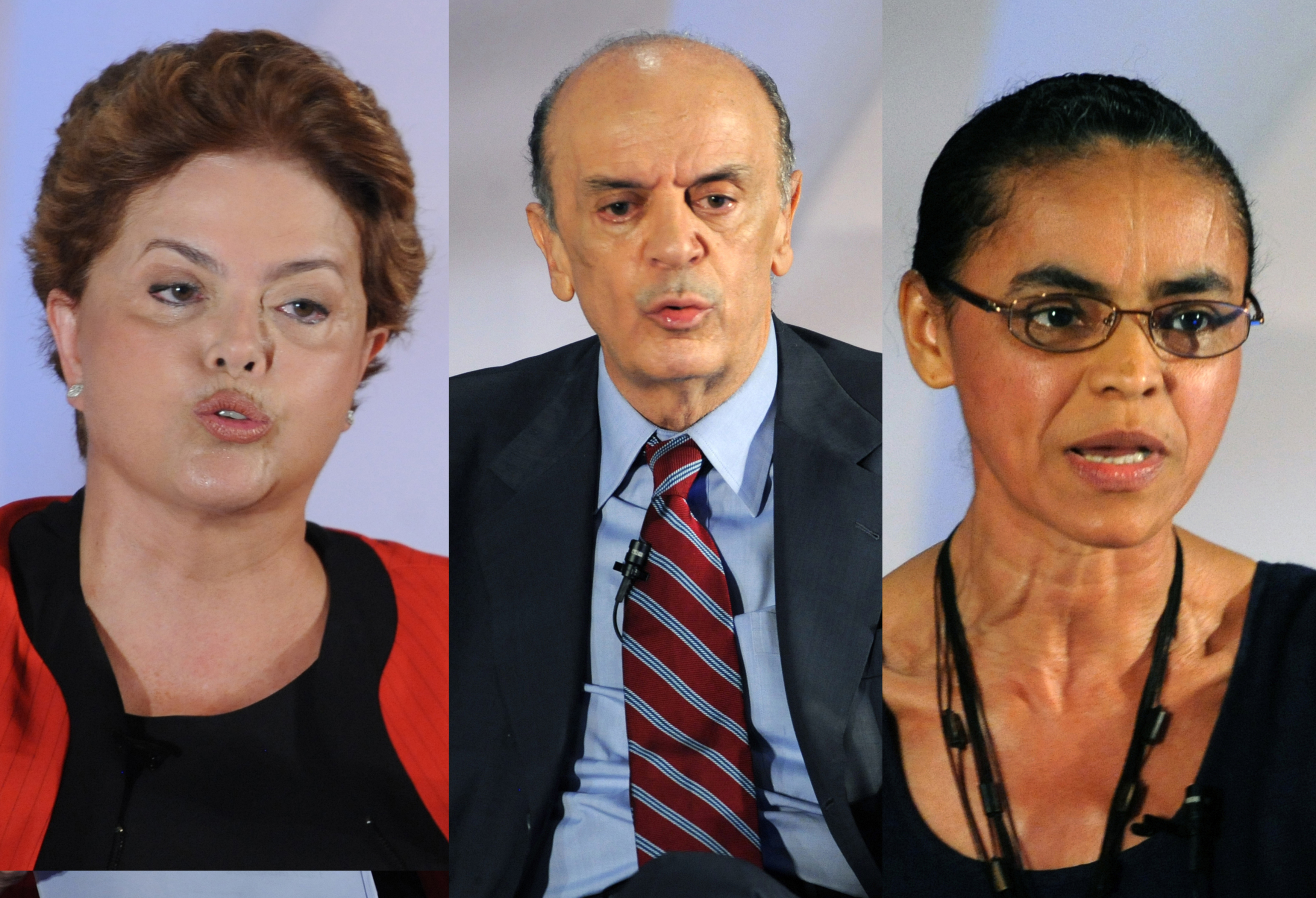
Dilma Rousseff (PT), José Serra (PSDB) e Marina Silva (PV), os candidatos com mais intenções de voto.

A temporada de debates nas eleições presidenciais brasileiras de 2010 foi realizada de 5 de agosto até o dia 30 de setembro. Para a eleição de 2010, o Tribunal Superior Eleitoral aprovou três debates televisivos, além de um debate sem precedentes na Internet. De acordo com as diretrizes do Tribunal Superior Eleitoral, os candidatos cujos partidos não estão representados na Câmara baixa do Congresso Nacional não são capazes de participar em debates televisivos.
Tais candidatos estão contestando essa decisão, a fim de poder participar dos debates. O primeiro debate televisionado ocorreu em 05 de agosto, realizada pela Rede Bandeirantes.

## Primeiro debate
O primeiro debate foi realizado em 5 de agosto de 2010, às 09:00, horário de Brasília e foi hospeadado pela Rede Bandeirantes. Dilma Rousseff de Partido dos Trabalhadores (PT), José Serra do Partido da Social Democracia Brasileira (PSDB), Marina Silva, do Partido Verde (PV), e Plínio de Arruda Sampaio, do Partido Socialismo e Liberdade (PSOL) foram convidados, e todos eles compareceram. José Maria de Almeida, do Partido Socialista dos Trabalhadores Unificado (PSTU), tentou participar, mas seu pedido foi negado por unanimidade pelo Tribunal Superior Eleitoral
O debate, mediado pelo âncora do Jornal da Band, Ricardo Boechat, foi dividido em cinco blocos de aproximadamente duas horas. Este foi o primeiro debate transmitido em televisão de alta definição no país. Os temas que nortearam o debate foram saúde, segurança pública, educação e infra-estrutura.

### Análise
Maurício Caleiro, em uma análise publicada no Observatório da Imprensa, argumentou que o desempenho dos candidatos "não ofereceu novos argumentos ou dados que podem influenciar decisivamente nas urnas".
Juan Arias, correspondente do El País no Brasil, alegou sentir que Dilma Rousseff, "revelou suas inexperiência e nervosismo com hesitações, lapsos de repetição da fala, e suor no rosto". Também argumenta que Serra, por outro lado, "dominou os temas, sentindo à vontade".
Contrariamente às expectativas de muitos, o nome do altamente popular presidente Luiz Inácio Lula da Silva esteve quase inteiramente fora do debate.

### Repercussão
De acordo com Ibope, o primeiro debate - que foi ao ar simultaneamente a uma partida de futebol entre São Paulo Futebol Clube e Sport Club Internacional, que disputavam entre si uma vaga para representar o Brasil na final da Copa Libertadores - foi assistido por 5% dos telespectadores, enquanto a partida de futebol foi visto por 37%.
Segundo a imprensa local, a coincidência temporal entre a partida de futebol e para o debate deixou claro qual é a preferência dos brasileiros, apenas dois meses antes da eleição. A imprensa também disse que o debate foi "chato", "previsível", "morna" e "agradável".
Arruda, que qualificou jocosamente Serra durante o debate, chamando-no de hipocondríaco por focar a saúde pública em seu discurso, esteve no primeiro lugar nos trending topic em Twitter após o debate exibido.

## Segundo debate
O segundo debate foi realizado em 8 de setembro, às 23:00, horário de Brasília, e foi patrocinado pela TV Gazeta e O Estado de S. Paulo. Todos os principais candidatos foram convidados a participar, mas Dilma Rousseff não compareceu. Ela participou de compromisso na sua terra natal, Minas Gerais.
O debate foi mediado pela apresentadora da TV Gazeta, Maria Lydia Flandoli. A ausência de Dilma foi o ponto alto da noite, com José Serra e Plínio de Arruda Sampaio a criticando duramente por não comparecer. Sampaio fez o comentário com mais repercussão contra ela, dizendo que "A Dilma é um blefe. Ela foi inventada. Ela está defendendo a política errante". Serra disse que Dilma se recusou a participar, porque ela tem "dificuldade em explicar o que ela pensa". Marina Silva também criticou a ausência da candidata presidencial.
De acordo com diretrizes previamente estabelecidas por representantes de PSDB, PV e PSOL, a bancada de Dilma ficou vazia. Serra equivocadamente ficou no pódio por um tempo após a sua chegada.
Além da ausência da principal candidata, o outro tema que dominou o debate foi a divulgação de dados fiscais de membros do partido de Serra (incluindo a de sua filha Verônica) por funcionários da Secretaria da Receita, que Serra atribuiu a campanha de Dilma. Marina criticou a resposta de Guido Mantega e disse que, se eleita, vai tomar "todas as medidas para que essa indignação não aconteça". Serra mais uma vez culpou o Partido dos Trabalhadores pela divulgação dos dados.

### Reação
A TV Gazeta é uma rede de televisão menor, e não está disponível em todas as grandes cidades brasileiras. Portanto, o segundo debate teve menos impacto sobre o público do que o primeiro. Segundo o Ibope, foi visto por 76.000 pessoas no Grande São Paulo, o que correspondeu a cerca de 1% dos telespectadores.

## Cronologia
| Cronologia dos debates televisionados nas eleições presidenciais no Brasil de 2010 - Primeiro turno |                      | |                                                                    |                                                                                          |         | |
| Data do debate televisivo                                                                           | Mediadores           | Temas que nortearam o debate | Hóspede do debate                                                  | Localização do estúdios                                                                  | Horário | Público estimado |
| 5 de agosto de 2010                                                                                 | Ricardo Boechat      | Reforma agrária, saúde, segurança pública, educação e infra-estrutura | TV Bandeirantes, BandNews, BandNews FM, Rádio Bandeirantes e eBand | São Paulo, SP Rua dos Radiantes, 13, Morumbi                                             | 21h00   | ± 5% dos telespectadores da Grande São Paulo (241 mil pessoas)                                                                                    |
| 8 de setembro de 2010                                                                               | Maria Lydia Flandoli | Meio Ambiente, segurança de dados públicos, educação e saneamento básico | TV Gazeta/O Estado de S. Paulo                                     | São Paulo, SP Av. Paulista, 900 - Cerqueira César                                        | 23h00   | ± 1% dos telespectadores da Grande São Paulo (76 mil pessoas)                                                                                     |
| 12 de setembro de 2010                                                                              | Kennedy Alencar      | Acertos e Erros do Governo Lula, meio ambiente, segurança de dados públicos, educação, saúde | RedeTV!/Folha de S.Paulo                                           | Osasco, SP Av. Presidente Kennedy, 2869 Vila São José - Osasco - SP                      | 21h00   | ± 3% dos telespectadores da Grande São Paulo (304 mil pessoas)                                                                                    |
| 20 de setembro de 2010                                                                              | Carlos Nascimento    | Região Nordeste | SBT                                                                | Recife, PE Rua Capitão Lima, 250 Santo Amaro - Recife - PE                               | 21h30   | ± 142 mil pessoas (nas duas praças medidas: Recife e Salvador)                                                                                    |
| 26 de setembro de 2010                                                                              | Celso Freitas        | Política externa(Irã), corrupção, exclusão social, educação, Governo FHC, habitação, administração pública, Meio Ambiente, liberdade de imprensa, impostos, política antidrogas, desemprego, analfabetismo e Petrobras. | Rede Record/Record News/Portal R7                                  | Rio de Janeiro, RJ RecNov Estrada dos Bandeirantes, 23.505, Vargem Grande                | 21h00   | ± 10% dos telespectadores da Grande Rio de Janeiro. ± 9% dos telespectadores da Grande São Paulo(570 mil domicílios) ± 1,5 milhão de internautas. |
| 30 de setembro de 2010                                                                              | William Bonner       | Legislação trabalhista, Administração pública, Tributos, Previdência social, Transporte público, Habitação, Saneamento básico, Saúde pública, Propriedade privada                                                       | Rede Globo/Portal G1                                               | Rio de Janeiro, RJ Central Globo de Produção Estrada dos Bandeirantes, 6700, Jacarepaguá | 22h30   | ± 41% dos telespectadores na Grande Rio de Janeiro (1.560.000 domicílios) ± 39% dos telespectadores na Grande São Paulo (1.368.000 domicílios)    |
| Cronologia dos debates televisionados nas eleições presidenciais no Brasil de 2010 - Segundo turno  |                      | |                                                                    |                                                                                          |         | |
| 10 de outubro de 2010                                                                               | Ricardo Boechat      | Privatização de estatais, segurança pública, aborto, corrupção | TV Bandeirantes, BandNews, BandNews FM, Rádio Bandeirantes e eBand | São Paulo, SP Rua dos Radiantes, 13, Morumbi                                             | 22h00   | ± 6% dos telespectadores na Grande São Paulo (240 mil domicílios).                                                                                |
| 17 de outubro de 2010                                                                               | Kennedy Alencar      | Escolas técnicas, Privatizações, Segurança pública, Infraestrutura, Corrupção, Saúde pública, Educação, Emprego e Deficientes físicos                                                                                   | RedeTV!/Folha de S.Paulo                                           | Osasco, SP Av. Presidente Kennedy, 2869 Vila São José - Osasco - SP                      | 21h10   | ± 7% dos telespectadores na Grande São Paulo (420 mil domicílios no pico)                                                                         |
| 25 de outubro de 2010                                                                               | Celso Freitas        | Projetos para a Região Nordeste, Corrupção, Privatização, Segurança pública, Meio Ambiente e Movimentos sociais | Rede Record/Record News/Portal R7                                  | São Paulo - SP Rua da Várzea, 240, Barra Funda                                           | 23h00   | ± 17% dos telespectadores na Grande São Paulo (539 mil domicílios)                                                                                |
| 29 de outubro de 2010                                                                               | William Bonner       | O debate televisionado esteve norteado em modelo arquitetado nos Estados Unidos, baseado em 12 perguntas feitas por eleitores que se dizem estar na condição de indecisão.                                              | Rede Globo/Portal G1                                               | Rio de Janeiro, RJ Central Globo de Produção Estrada dos Bandeirantes, 6700, Jacarepaguá | 22h30   | ± 25% dos telespectadores na Grande São Paulo (1 milhão e 375 mil domicílios)                                                                     |